# Junta Provisória de Angra
A Junta Provisória de Angra (5 de outubro de 1828 — 22 de junho de 1829) foi um governo provisório, formado na sequência da dissolução do Governo Interino de Angra que havia sido formado após a prisão e expulsão para fora da ilha Terceira do capitão-general Tovar de Albuquerque, que assumiu a condução da causa da realeza de D. Maria II de Portugal e do liberalismo em Portugal.